# Hoodwinked!
Hoodwinked! (bra: Deu a Louca na Chapeuzinho; prt: Capuchinho Vermelho - A Verdadeira História) é um filme de animação estadunidense de 2005, do gênero comédia musical, escrito e dirigido por Todd Edwards, Tony Leech e Cory Edwards baseados na história da "Chapeuzinho Vermelho" recontada como uma investigação policial usando histórias de fundo para mostrar os pontos de vista de vários personagens.
Foi produzido de forma independente pela Blue Yonder Films com a Kanbar Entertainment, sendo dirigido e escrito por Cory Edwards, Todd Edwards e Tony Leech, e produzido por Katie Hooten, Maurice Kanbar, David K. Lovegren, Sue Bea Montgomery e Preston Stutzman. A animação foi lançada pela The Weinstein Company em Los Angeles, Califórnia, em 16 de dezembro de 2005, para uma premiere uma semana antes de seu lançamento amplo em 13 de janeiro de 2006. Apresenta as vozes de Anne Hathaway, Glenn Close, Jim Belushi, Patrick Warburton, Anthony Anderson, David Ogden Stiers, Xzibit, Chazz Palminteri e Andy Dick.
Hoodwinked! foi um dos primeiros filmes de animação por computador a ser financiado de forma completamente independente. Trabalhar fora de um grande estúdio permitiu aos cineastas maior controle criativo, mas também os restringiu economicamente. Devido ao pequeno orçamento do filme, sua animação foi produzida nas Filipinas, com um design menos realista inspirado nos filmes de stop motion. A Weinstein Company não assinou como distribuidora do filme até o final da produção e, embora a empresa tivesse muitos papéis reformulados durante a produção, a mesma fez poucas alterações no filme.
Estruturalmente, o filme foi inspirado em dramas criminais não lineares, como Rashômon e Pulp Fiction. Foi lançado logo após os dois primeiros filmes da série Shrek, o que ajudou a acentuar o gênero de paródia de contos de fadas do qual Hoodwinked! faz parte. O filme, no entanto, intencionalmente se desviou dessa série em seu estilo de humor e em certos elementos da trama. Isso foi parcialmente baseado nas preocupações de Cory Edwards sobre a exposição de crianças ao alto nível de cinismo frequentemente encontrado no gênero.
A recepção da crítica ao filme foi variada; embora seu roteiro e elenco tenham sido elogiados criticamente, sua qualidade de animação foi fortemente contestada. No entanto, o filme foi um sucesso comercial, ganhando mais de 13 vezes seu orçamento de menos de US$ 8 milhões. Uma sequência, Hoodwinked Too! Hood vs. Evil, dirigida por Mike Disa e escrita pelos irmãos Edwards e Leech, foi lançada em 2011 e foi recebida com críticas bastante negativas, se tornando um fracasso de bilheteria.

## Enredo
Chapeuzinho Vermelho chega na casa de sua avó, mas descobre que um Lobo Mau se disfarçou de Vovó, que então ataca Chapeuzinho. A própria avó pula do armário amarrada para salvar Chapeuzinho, assim como um lenhador de machado irrompe pela janela, surpreendendo a todos. A polícia chega rapidamente e Chapeuzinho, Lobo, Vovó e o Lenhador são interrogados pelo detetive Nick Pirueta/Badanas sobre os eventos que antecederam o incidente.
Chapeuzinho explica que estava entregando guloseimas para sua avó quando descobriu uma ameaça do misterioso Bandido Guloso. Na esperança de salvar as receitas de sua avó, ela embarcou em uma jornada para levá-las ao topo de uma montanha próxima, onde sua avó vive. No caminho, ela encontrou o Lobo, que fez uma série de perguntas suspeitas. Ela conseguiu escapar e finalmente chegou à casa de sua avó; no entanto, ela encontrou o Lobo já a esperando em uma emboscada.
O que a princípio parece ser um caso fácil de se resolver fica mais confuso, uma vez que se descobre que o Lobo é um repórter investigativo. Ele revela que estava procurando uma pista sobre a identidade do Bandido Guloso e tinha motivos para acreditar que Chapeuzinho e Vovó eram as culpadas. Localizando Chapeuzinho junto com seu assistente de esquilo hiperativo Ligeirinho/Tiques, ele a questionou, esperando chegar mais a fundo sobre o mistério. Quando Chapeuzinho escapou, ele foi para a casa de sua avó e, chegando primeiro, se disfarçou, na esperança de enganá-la, dando-lhe as evidências necessárias para descobrir que ela já estava presa no armário antes mesmo do Lobo chegar.
Quando questionado, o lenhador, Kirk, revela que ele é, na verdade, um aspirante a ator que estava apenas tentando fazer o papel de um lenhador em um comercial. Depois que seu caminhão de doces no espeto foi roubado pelo Bandido Guloso, ele foi para a floresta para treinar seu personagem para o papel do comercial e passou o resto do dia cortando árvores. Ao pôr do sol, uma grande árvore rolou atrás dele e o empurrou pela janela da casa da Vovó por acidente.
A investigação então se volta para a Vovó, que revela que, sem o conhecimento de sua família, ela é uma entusiasta de esportes radicais. Durante uma corrida de esqui no início daquele dia, ela foi atacada pela equipe adversária, mas escapou com segurança depois de saber que eles foram contratados pelo Bandido Guloso. Ela então voltou para sua casa usando um para-quedas, no qual ela se enroscou depois de se prender em seu ventilador de teto antes de ser jogada para dentro do armário toda amarrada.
Desanimada com a falta de honestidade de sua avó, Chapeuzinho vagueia sozinha pela floresta. Enquanto isso, Nicky percebe que a única coisa em comum entre as quatro histórias é um coelho chamado Boingo e conclui que ele é o Bandido Guloso. No entanto, Boingo já entrou furtivamente em casa e roubou as receitas da vovó. Chapeuzinho vê Boingo e o segue até seu esconderijo em uma estação de teleférico, mas a polícia o persegue na direção errada. Vovó, o Lobo e Kirk conseguem localizar Boingo enquanto ele explica seu esquema maligno para Chapeuzinho: Boingo planeja adicionar uma substância viciante às receitas roubadas e depois destruir a floresta, abrindo caminho para novos imóveis para expandir seus negócios.
O Lobo e Kirk se disfarçam para distrair Boingo enquanto Vovó entra no esconderijo do coelho, mas todos são descobertos logo depois, ocorrendo um conflito aberto. Boingo envia Chapeuzinho Vermelho amordaçada pela montanha descendo em um teleférico sem freio carregado de explosivos e Vovó parte atrás dela, com Boingo e seus capangas a perseguindo. Chapeuzinho consegue se libertar e foge com Vovó, enquanto a polícia, que foi avisada a tempo por Ligeirinho, está esperando no pé da montanha para prender Boingo e seus capangas.
Algum tempo depois, Kirk finalmente ganha sucesso atuando como ator, trabalhando em um circo. Chapeuzinho, Vovó, o Lobo e Ligeirinho são recrutados por Nicky para ingressar em uma organização de solução de crimes chamada Agência Felizes para Sempre.

## Elenco
- Anne Hathaway como Chapeuzinho/Capuchinho Vermelho
- Glenn Close como Vovó Abigail Puckett
- Jim Belushi como Kirk, o lenhador aspirante a ator
- Patrick Warburton como o Lobo
- Anthony Anderson como Detetive Bill
- David Ogden Stiers como Detetive Nick Pirueta/Badanas
- Xzibit como chefe Ursídeo/Pardo
- Chazz Palminteri como a ovelha Alan De Lã
- Andy Dick como Boingo
- Cory Edwards como Ligeirinho/Tiques
- Benjy Gaither como Japeth, o Bode
- Ken Marino como Raccoon Jerry
- Tom Kenny como Tommy
- Preston Stutzman como Timmy
- Kevin Michael Richardson como Urso Polar

## Produção
Eu percebi que havia outros projetos com financiamento independente sendo feitos ao mesmo tempo, mas... Nós éramos o primeiro ... O primeiro tipo de um novo modelo e uma nova maneira de fazer um filme de animação. Foi feito sem dinheiro de estúdio, no exterior, depois adquirido por um grande distribuidor. Alguns outros filmes de animação seguiram esse caminho, mas não para o nível de sucesso que Hoodwinked! conseguiu alcançar. Eu sei que Veggietales teve um filme lançado no início daquele ano, mas foi com um acordo fechado e com o reconhecimento da marca. Hoodwinked! foi essa aberração da natureza que foi feita completamente fora do sistema de estúdio e, felizmente, funcionou.

—Cory Edwards, diretor de Hoodwinked! 
Hoodwinked! foi um dos primeiros filmes independentes de animação em computador a serem produzidos sem a ajuda de um distribuidor. Foi produzido com um orçamento de menos de US$ 8 milhões, significativamente menor que o orçamento de um filme típico de animação por computador. Os custos do software de animação por computador só recentemente diminuíram para um preço acessível a mais do que apenas os principais estúdios e, de acordo com o produtor David Lovegren: "Seis ou sete anos atrás, a ideia de fazer Hoodwinked! como uma produção independente teria sido impossível".
Os cineastas só fizeram o filme de forma independente por necessidade, e Cory Edwards disse: "Não é um modelo a ser seguido. Era uma coisa única na vida que você nunca viu". No entanto, ele acrescentou que o processo valia a pena e incentivou aspirantes a cineastas a estarem dispostos a segui-lo.

### Desenvolvimento

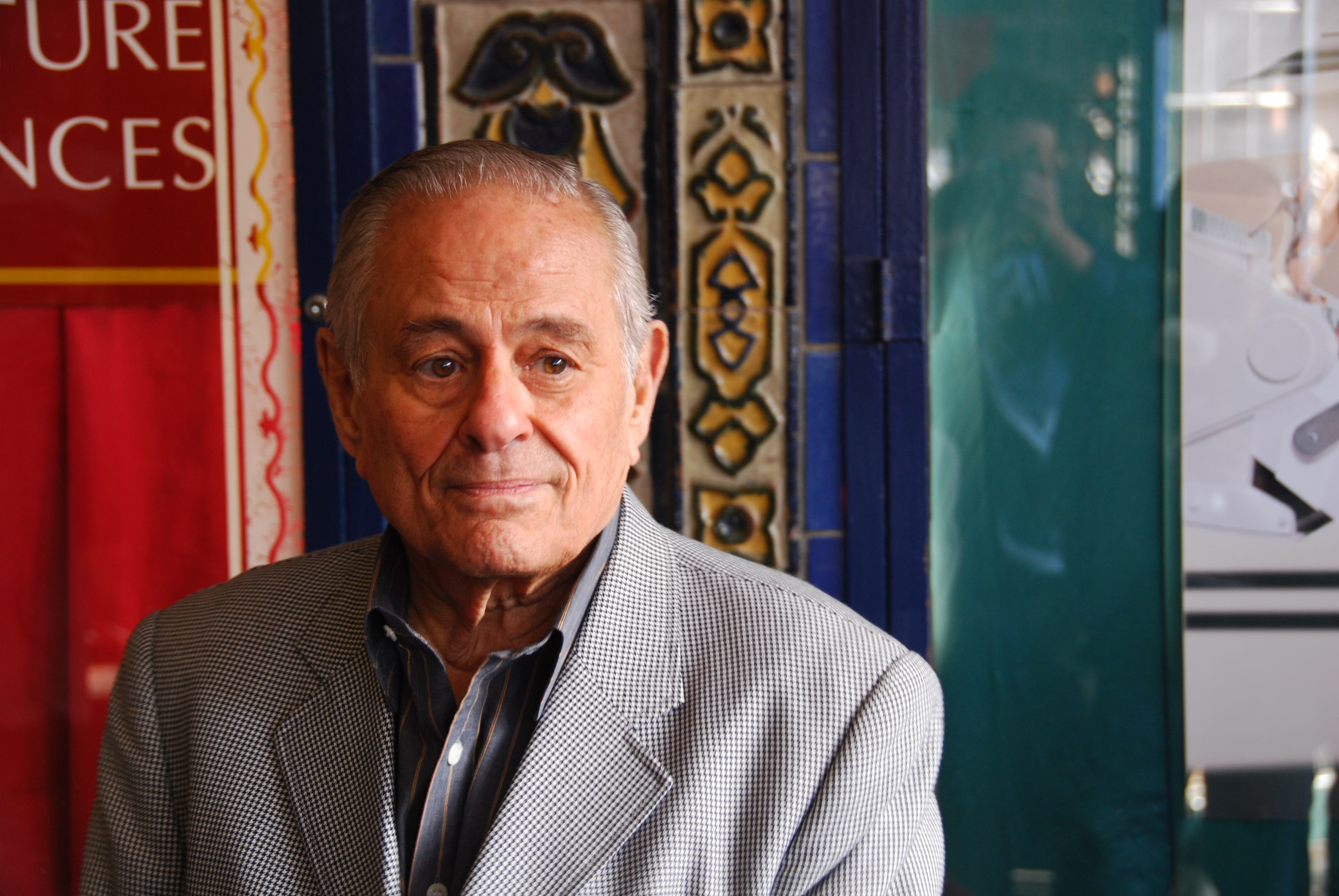
A produção do filme foi financiada pelo empresário Maurice Kanbar

Os irmãos Cory e Todd Edwards fundaram a Blue Yonder Films depois de vários anos produzindo comerciais e videoclipes em Tulsa. Juntados por seu amigo Preston Stutzman, encarregado do marketing da empresa, eles lançaram seu primeiro longa-metragem, Chillicothe, no Festival Sundance de Cinema de 1999. Os três se mudaram para Los Angeles em busca de novas oportunidades, mas não encontraram a quantidade de sucesso que esperavam. Sue Bea Montgomery, que havia servido como produtor associado em Chillicothe, também tentou interessar os estúdios em trabalhar com eles, mas foi recebido com indiferença. Ela determinou que eles teriam que obter maior sucesso no cinema independente antes que alguém se interessasse por eles e apresentou os três a Maurice Kanbar, um empresário de sucesso que havia feito um pequeno investimento em Chillicothe. Eles lançaram várias ideias de desenvolvimento para Kanbar e propuseram que ele investisse em uma divisão de desenvolvimento de sua empresa, pagando-as e cobrindo seu aluguel em troca de uma parcela significativa dos direitos de quaisquer script que eles pudessem vender. Kanbar, no entanto, estava interessado em uma abordagem mais direta e preferia se concentrar em tentar produzir um único filme. Ele sempre foi um grande admirador de animação e ficou impressionado depois de receber um curta-metragem animado por computador, direto para DVD, que Cory havia feito chamado Wobots. Ele sugeriu a possibilidade de produzir um filme de animação com eles que contaria uma história familiar com um toque especial, e deu a eles um mês para que tivessem uma ideia da história. Kanbar havia manifestado interesse em Cinderela ou Pinóquio, mas os irmãos Edwards não gostaram dessas ideias por elas já terem sido adaptadas pelos estúdios Disney. Alguns dias após a reunião inicial dos irmãos com Kanbar, Todd encontrou inspiração em dramas criminais não lineares, como Rashomon, Pulp Fiction, Lola rennt e Memento e teve a ideia de adaptar o conto de fadas de Chapeuzinho/Capuchinho Vermelho como uma investigação policial, usando vários pontos de vista. Ao saber da ideia, Kanbar concordou em financiar totalmente o filme antes mesmo de ver um roteiro finalizado, com a intenção inicial de lançar o filme diretamente em DVD. Em 2002, Kanbar e Montgomery fundaram a Kanbar Entertainment e a Kanbar Animation para a produção do filme.
Cory atuou como diretor principal do filme, pois tinha mais experiência em animação, comédia e entretenimento infantil, enquanto Todd atuou como co-diretor. Montgomery e Stutzman se juntaram ao veterano de animação da Disney, David Lovegren, como produtores do filme, enquanto a irmã de Cory e Todd, Katie Hooten, se juntou como produtora associada. Tony Leech, que havia trabalhado com os irmãos Edwards em Chillicothe, foi inicialmente contratado como editor, mas também ganhou informações sobre a história para ajudar no roteiro. Ele acabou provando ser tão valioso para a produção que recebeu um papel como co-diretor.

### Pré-produção

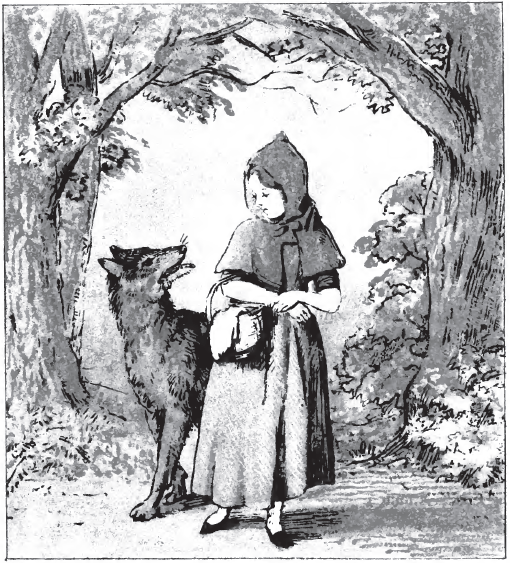
Hoodwinked! é uma paródia do conto de fadas europeu Capuchinho/Chapeuzinho Vermelho.

Os cineastas descobriram que uma produção independente do filme traria tanto benefícios quanto desafios. Embora tenham recebido uma grande quantidade de controle criativo por seu produtor executivo Maurice Kanbar, seu pequeno orçamento os impediu de fazer mudanças potencialmente benéficas na história quando a produção estava em andamento. Todd Edwards relatou que "o dinheiro não apenas compra mais talento e mais maquinaria, mas também flexibilidade em nível de história. Na Disney, se eles não gostam do terceiro ato, apenas jogam tudo fora e reanimam a cena toda, mesmo que tenha terminado... Não tivemos esse luxo e, de certa forma, os espectadores assistiram nossa primeira versão do filme". Sabendo antecipadamente sua incapacidade de alterar o roteiro do filme, uma vez iniciada a animação, os cineastas fizeram um esforço para finalizar o roteiro o máximo possível antes do início da produção, o que não é uma prática comum para filmes de animação produzidos em estúdio.
Afastando-se dos arquétipos conhecidos dos personagens de Chapeuzinho Vermelho, os cineastas continuaram a procurar por dramas de crime não lineares em busca de inspiração. O produtor Preston Stutzman explicou que "todo o filme é sobre surpresas e vidas secretas". Não querendo que Chapezinho fosse "chata" ou "muito inocente", ela foi inspirada em James Dean e teve o desejo de sair de casa para encontrar seu caminho no mundo. Todd Edwards teve a ideia de basear o Lobo no personagem de Chevy Chase em Assassinato por Encomenda, sentindo que seria divertido aplicar o estilo de humor seco e inexpressivo do personagem a um lobo animado, enquanto Cory Edwards criou o personagem hiperativo de Twitchy (Ligeirinho/Tiques). Indo contra os tipos, a Avó do Chapeuzinho foi escrita como um herói de ação em busca de emoções, enquanto o forte lenhador foi escrito como sendo infantilmente incompetente.
Os policiais foram escritos para aparecerem corriqueiramente entre as histórias dos personagens e Cory Edwards explicou que a decisão de criar três porcos não era politicamente motivada. Nicky Flippers (Nick Pirueta/Badanas) não fazia parte da história, pois foi concebida inicialmente e, antes de sua criação, a investigação seria liderada pelo chefe Urso. Depois que a produtora Sue Bea Montgomery e seu marido apontaram semelhanças entre o filme e a série de televisão dos anos 50, The Thin Man, os irmãos Edwards e Leech decidiram introduzir o personagem e seu cachorro no filme como uma homenagem. Eles consideraram vários tipos diferentes de animais antes de decidirem fazer dele um sapo.

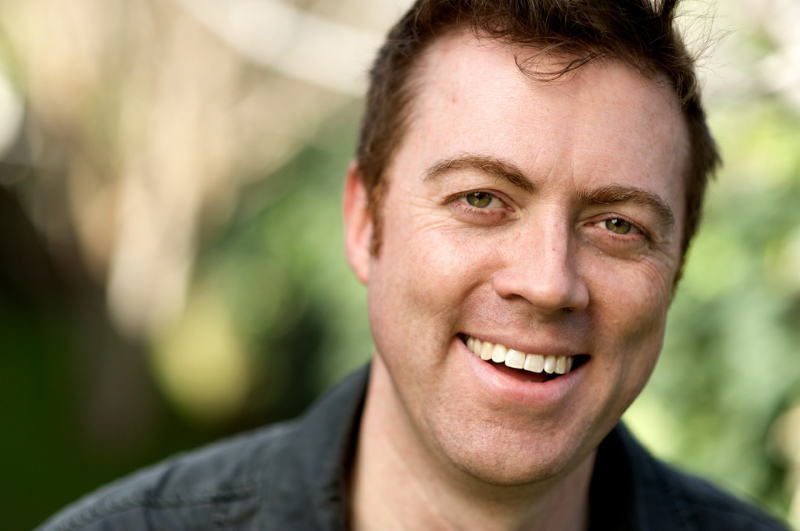
O diretor e co-roteirista Cory Edwards também co-escreveu duas músicas do filme, apresentou uma delas e dublou o personagem Twitchy

Cory Edwards escolheu abordar o filme predominantemente como uma ação/comédia, em vez de um filme de animação típico, e escreveu o roteiro para atrair públicos de qualquer idade, como muitos dos filmes produzidos pela Pixar ou Disney. Wile E. Coyote, da série Wile E. Coyote and the Road Runner, The Rocky and Bullwinkle Show e The Muppets foram todos citados como inspiração para o filme. Foi feita uma tentativa de distanciar o filme de Shrek e de outros filmes temáticos semelhantes lançados recentemente, excluindo magia, feiticeiros e fadas do filme. Cory Edwards também se esforçou para obter um estilo de humor diferente do de Shrek, optando por tornar seu filme mais familiar e menos satírico.
Trabalhando no apartamento de Tony Leech, Cory Edwards desenhou os storyboards do filme, Todd Edwards escreveu o roteiro enquanto escrevia as músicas simultaneamente e Leech editou o rolo de história em seu computador Mac. A produtora Sue Bea Montgomery mostrou exibições de teste do rolo de história para crianças em sua vizinhança e obteve informações de suas reações. Os cineastas estavam pensando em remover Japeth, mas optaram por não fazê-lo quando ele se mostrou popular nessas exibições. As crianças também gostaram particularmente de Twitchy, o que levou à expansão do papel do personagem.
Em um esforço para economizar custos, o elenco do filme seria originalmente composto principalmente por amigos e familiares dos cineastas. Cory e Todd trouxeram seu primo Tye Edwards para interpretar Dolph e se voltaram para seu amigo Joshua J. Greene para interpretar Jimmy Lizard. Japeth foi escrito especificamente para Benjy Gaither, filho dos cantores de música gospel Bill e Gloria Gaither. Ele era amigo dos irmãos Edwards desde a infância e o curta-metragem de Cory, Wobots, havia sido produzido através de seu estúdio de animação Live Bait Productions.  A esposa de Cory, Vicki, recebeu o papel de uma repórter gambá e, embora inicialmente se considerasse um adulto interpretar o pica-pau Quill, o papel foi dado à filha do produtor David K. Lovegren, Kathryn. Os irmãos Edwards, Leech e o produtor Preston Stutzman também assumiram papéis. Cory assumiu o papel de Twitchy, e a plataforma Pro Tools foi empregada para acelerar a gravação de seu diálogo em 50%. Todd interpretou o vendedor de sanduíches, Leech atuou duplamente emprestando sua voz para os personagens Bill Stork e Glen, enquanto Stutzman interpretou Timmy.
Como os produtores ganharam mais confiança no filme, no entanto, atores de maior nome foram contratados. Patrick Warburton foi o primeiro ator de celebridade a se juntar ao filme e fez isso puramente por amor ao roteiro. Embora Cory Edwards originalmente tivesse imaginado o Lobo soando como uma mistura entre um jovem Chevy Chase e Bill Murray, ele elogiou o desempenho de Warburton, dizendo que "fez do lobo seu próprio personagem". Andy Dick também se juntou ao elenco desde o início, para dar voz ao coelho Boingo. Ele usou improvisações e abordou o papel de maneira diferente de como havia sido escrito, interpretando o personagem como vitimizado e instável, o que causou grande entusiasmo nos produtores. Os artistas de voz Tara Strong, David Ogden Stiers e Tom Kenny foram lançados em vários papéis; Strong foi escolhida como Chapeuzinho, Stiers como Kirk e Nicky Flippers, e Kenny como Tommy e Woolworth, o carneiro. Sally Struthers, atriz ganhadora do Emmy, foi trazida para interpretar a Vovó e Joel McCrary foi escalado como o chefe de polícia Ursídeo/Pardo.

### Animação
Serei sincero, há muitas, muitas imagens que eu estremeço quando as vejo, porque esse não é o meu padrão de excelência. Eu sei que eles poderiam ser melhores, mas chega um momento no final do dia em que tivemos que desistir de algumas coisas. Então, para ouvir críticos e pessoas na internet, tipo, reclamando disso, todos nós queremos gritar de volta e dizer: "Sabemos! Sabemos que é ruim! Mas é isso que poderíamos fazer!". E o fato de o filme ter sucesso, apesar disso, é muito legal, porque basicamente diz à indústria, não para continuar a fazer filmes mal animados, mas para dizer: "Veja o que a história e os personagens encantadores fizeram; eles foram capazes de superar a animação ruim e o problema técnico".

—Cory Edwards, diretor de Hoodwinked!, sobre a qualidade da animação do filme.
A animação do filme foi criada no software Maya e, em um esforço para economizar custos, foi produzida em Manila, nas Filipinas. Os produtores Sue Bea Montgomery e David K. Lovegren fundaram o estúdio de animação Digital Eyecandy para fins de produção do filme e o colocaram em uma casa alugada de 5.000 pés quadrados. Cory Edwards viajou para este estúdio quinze vezes ao longo da produção de três anos do filme e explicou que, embora a casa estivesse localizada em uma parte cara de Manila, o aluguel não era mais do que o do seu apartamento de dois quartos em Los Angeles. Quando Cory não pôde estar no local, Todd assumiu a direção. "Junto com Tony, nós éramos uma espécie de 'monstro de três cabeças'", explica Cory. "Todos nós sabíamos do filme que estávamos fazendo, e eu confiei nesses caras para fazer chamadas criativas quando eu não podia estar lá". Lovegren havia tentado iniciar um estúdio de animação independente nas Filipinas antes em 2001, mas o estúdio, chamado ImagineAsia, foi fechado depois que não conseguiu atrair negócios. A Digital Eyecandy contratou aproximadamente vinte animadores anteriormente empregados pela ImagineAsia e, a certa altura, o estúdio alcançou cinquenta funcionários.
Os animadores do filme tinham pouca experiência com animação por computador e longas-metragens, e precisavam ser treinados pelos produtores ao longo da produção do filme. Como nenhum dos animadores era especialista, eles não foram divididos em equipes específicas, mas cada um trabalhou em todas as áreas do processo de animação. Os cineastas descobriram que este é um método ruim, porque impedia que as habilidades individuais dos animadores fossem otimizadas. Devido à sua formação independente, os animadores estavam acostumados a trabalhar em ritmo acelerado e, apesar de seu pequeno número, cada fase da produção pôde ser concluída em um curto período de tempo. Ainda assim, restrições de cronograma e orçamento levaram os cineastas a contratarem a empresa Prana Studios em Mumbai, na Índia, para realizar a iluminação e a composição do filme.
Os cineastas descobriram que o aspecto mais difícil de se produzir num filme animado independentemente era sua incapacidade de corrigir todos os erros cometidos na animação do filme. Todd Edwards explicou que "isso se torna uma equação: 'Eu tenho 10 coisas que gostaria de mudar neste filme. Tenho tempo e orçamento para fazer três. Escolha esses três e vamos seguir em frente, [...] isso foi difícil de fazer."
Sabendo que eles não podiam igualar a qualidade de outros filmes de animação em computador, o filme foi projetado para imitar uma aparência de stop motion. Cory Edwards citou a extinta empresa Rankin/Bass como uma inspiração e explicou: "Se abordarmos nossa aparência assim, com miniaturas fotografadas em stop motion, e se essa nostalgia ressoar com o público tanto quanto essa aparência, não vamos filmar. Nós mesmos tentaremos colocar digitalmente todas as sardas e pelos nos personagens". Edwards contrastou o filme tecnicamente inovador, mas criticamente mau recebido de 1986, Howard the Duck, com o simples, mas amado personagem de marionetes Kermit the Frog para ilustrar à sua equipe a importância de personagens bem escritos e agradáveis sobre a qualidade técnica.
Distanciando o filme do que o produtor Preston Stutzman chamou de "pastel colorido brilhante e revestido de doces" de outros filmes de animação em CGI, foi feita uma tentativa de trazer uma aparência orgânica ao filme, e a sujeira foi esfregada nas cores. O Estranho Mundo de Jack foi citado como uma inspiração para os cineastas tentarem dobrar as formas dos personagens em extremos, e muitas outras opções não convencionais para filmes de animação por computador também foram feitas. Por exemplo, um dos olhos do lenhador era maior que o outro e Chapeuzinho recebeu apenas quatro dedos para fazê-la parecer mais uma boneca. A produtora Katie Hooten explicou que "a animação digital no passado estava forçando o envelope para tornar as coisas mais realistas, mas isso mostrou-se um mero engano. Ela leva as coisas de volta para onde o CG se parece muito mais com um desenho animado".

### Música
A trilha sonora do filme foi composta por John Mark Painter, que junto com sua esposa Fleming McWilliams, constituiu a dupla de rock Fleming and John nos anos 90. Os irmãos Edwards eram fãs do grupo e conheceram Painter pela primeira vez enquanto Cory se apresentava em um filme de animação no qual Painter atuava como compositor. A trilha sonora foi inspirada em músicas dos anos 1960 e as trilhas sonoras de Planet of the Apes, Dark Shadows e Os Intocáveis foram citadas como influências, bem como pontuações de Henry Mancini. A trilha foi gravada em Nashville, Tennessee, onde Kristin Wilkinson serviu como orquestrador e maestro.
Em um esforço para atrair os membros mais velhos do público, Todd Edwards optou por substituir partes da trilha sonora de Painter pelo rock original. Daí surgiu a música "Little Boat", escrita e cantada por Daniel Rogers, que havia composto o primeiro filme de Edwards, Chillicothe. "Runaway" foi escrita por Joshua J. Greene, um amigo dos irmãos Edwards, que também deu a voz de Jimmy Lizard no filme. "The Real G", cantada por Cory Edwards e "Bounce", interpretada por Todd Collins, foram escritas por Painter e Cory Edwards. "Blow Your House Down" foi interpretada pela banda filipina Pupil e escrita por seu vocalista Ely Buendia.
Todd Edwards escreveu nove músicas originais para o filme e cantou quatro: "Critters Have Feelings", "Tree Critter", "Eva Deanna" e "Glow". "Eva Deanna" foi escrita cerca de um dia que ele e sua esposa passaram no zoológico com a sobrinha, filha da produtora associada Katie Hooten. "Glow" foi escrita em homenagem a avó dos irmãos Edwards, Vera, que havia morrido alguns anos antes. "Great Big World" foi cantada por Anne Hathaway e substituiu outra música chamada "Woods Go-Round", que Edwards considerou muito infantil e descreveu como sendo "na veia dos desenhos animados da manhã de sábado"; essa mudança exigiu que a cena fosse re-animada e recortada. McWilliams se juntou a Jim Belushi para cantar "The Schnitzel Song" e Painter perguntou a seu amigo de longa data Ben Folds se ele gostaria de cantar "Red is Blue", uma seleção fortemente defendida por Edwards. Folds estava trabalhando em um novo álbum na época, mas um ano após a proposta, encontrou a oportunidade de gravar a música e compor um arranjo para piano também. "Top of the Woods" foi cantada por Andy Dick e foi originalmente composta para ser de ritmo lento. A gravação da performance de Dick foi acelerada por sugestão de Ralf Palmer, animador prolífico e amigo da produtora Sue Bea Montgomery.

### Distribuição
Sally Struthers foi a vovó original por dois anos do projeto. Ela fez uma voz fantástica. Quando Glenn Close entrou, ela disse: "Por que você precisa de mim? Sally fez um ótimo trabalho. Não queria dizer 'porque Harvey nos criou'". Sou amiga de Sally por meio de outras pessoas - acabei escrevendo um bilhete interessante para ela... Sally fez mais uma avó sulista veterana de guerra, enquanto Glenn era mais formal e adequada.

—Cory Edwards, diretor de Hoodwinked!, sobre a reformulação de Sally Struthers.

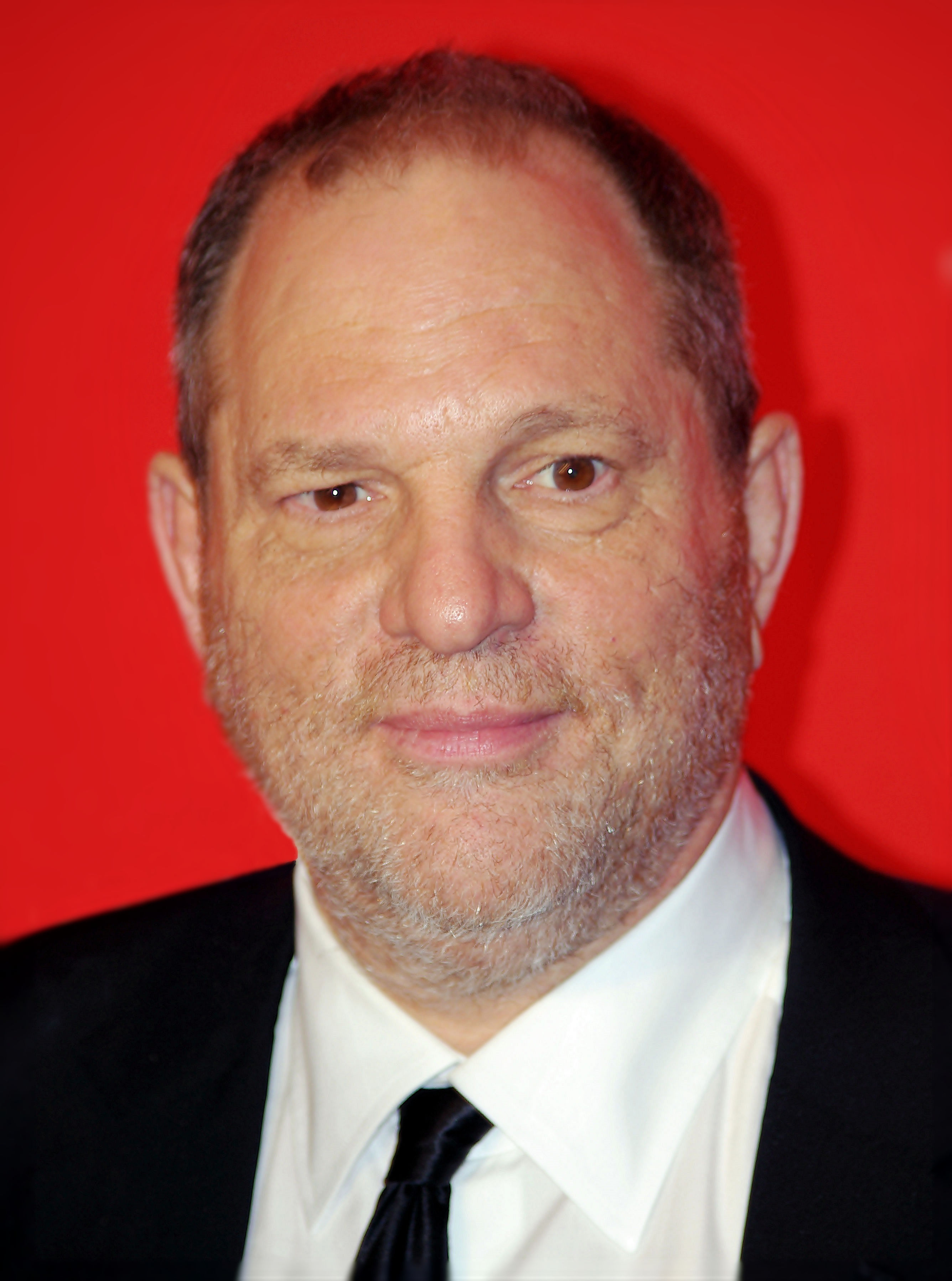
Harvey (imagem) e Bob Weinstein decidiram distribuir Hoodwinked! como um dos primeiros filmes da The Weinstein Company.

Hoodwinked! foi mostrado aos potenciais distribuidores em várias etapas de sua produção. Embora uma oferta de distribuição tenha sido feita pela DreamWorks Pictures, ela foi recusada porque os cineastas não acharam que fosse um bom negócio. Quando o filme se aproximava do final da produção, foi exibido no Festival de Cannes. Harvey e Bob Weinstein também estavam no festival na época, exibindo o filme Sin City - A Cidade do Pecado, de Robert Rodriguez, que eles distribuíam através de seu estúdio recém-formado, The Weinstein Company. Eles decidiram distribuir Hoodwinked!, com os produtores da animação sendo informados pela esposa de Rodriguez, cujo advogado também trabalhava para a Blue Yonder Films.
Os Weinsteins recém deixaram a Walt Disney Company e, de acordo com Cory Edwards, "adoraram a ideia de pegar um filme de animação e dar à Disney uma corrida pelo seu dinheiro". O envolvimento da Companhia Weinstein encorajou Kanbar o suficiente para contratar a Skywalker Sound. O filme estava quase completo quando os Weinsteins se envolveram, e Edwards afirmou que nada foi feito por eles para arruinar "a visão original do filme". No entanto, foram feitas algumas sugestões de edição para acelerar o ritmo do filme, que Edwards considerou boas ideias, pois considerava os primeiros vinte minutos difíceis.
A Weinstein Company também reformulou fortemente o filme com atores de maior nome na esperança de atrair um público maior. Anne Hathaway substituiu Tara Strong no papel principal de Chapéuzunho; Jim Belushi substituiu David Ogden Stiers no papel de Kirk, o lenhador; Glenn Close substituiu Sally Struthers no papel da Vovó Puckett; Xzibit substituiu Joel McCrary no papel do Chefe Urso; e Chazz Palminteri substituiu Tom Kenny no papel de Woolworth, o Carneiro. Apesar dessas reformulações, Tara Strong manteve o papel muito menor de Zorra, David Ogden Stiers manteve o papel de Nicky Flippers, Tom Kenny manteve o papel de Tommy e Tony Leech manteve o papel de Glen. Muitos cantores de destaque foram substituídos por Benjy Gaither no papel de Japeth, mas nenhum deles estava disponível e Gaither o manteve. Os Weinsteins também queriam substituir Joshua J. Greene no papel de Jimmy Lizard por um ator mais famoso como Albert Brooks, mas o papel não foi reformulado. Edwards apreciou o motivo das reformulações e atribuiu grande parte do sucesso financeiro do filme a elas. No entanto, ele expressou decepção com a quantidade de reformulação, dizendo: "Em um determinado momento, o filme deixou de ter nossa originalidade, todo mundo ficou feliz com a reformulação. Eu acho que você ter dois ou três nomes famosos no cartaz, está bem. [...] acho que não precisaria de mais de duas, três celebridades para o elenco de dubladores". Como a animação do filme já havia sido praticamente concluída no momento em que as reformulações foram feitas, os novos atores tiveram que apresentar suas falas exatamente como os atores antigos haviam feito, não lhes dando oportunidade de improvisar. Edwards expressou decepção com o fato de os atores originais não receberem nenhum crédito por suas improvisações no filme, que foram copiadas pelos atores substitutos.

## Trilha sonora
A trilha sonora foi lançada em dezembro de 2005. Devido a disputas legais, o CD foi retirado do mercado um mês após seu lançamento e não estava disponível novamente até novembro de 2009. Foi relançado no iTunes em janeiro de 2010.
| N.º            | Título                                           | Performer(s)                        | Duração |  |
| 1.             | "Into the Book"                                  | Instrumental                        | 0:33    |  |
| 2.             | "Great Big World"                                | Anne Hathaway                       | 1:57    |  |
| 3.             | "Critters Have Feelings"                         | Todd Edwards                        | 3:34    |  |
| 4.             | "Nicky Intro"                                    | Instrumental                        | 0:16    |  |
| 5.             | "Red is Blue"                                    | Ben Folds                           | 4:21    |  |
| 6.             | "Be Prepared"                                    | Benjy Gaither                       | 2:46    |  |
| 7.             | "Go Flippers"                                    | Instrumental                        | 0:10    |  |
| 8.             | "Little Boat"                                    | Daniel Rogers                       | 4:38    |  |
| 9.             | "Red/Wolf Stare-Down"                            | Instrumental                        | 0:11    |  |
| 10.            | "Runaway"                                        | Josh Greene                         | 3:01    |  |
| 11.            | "The Schnitzel Song"                             | Fleming K. McWilliams e Jim Belushi | 2:04    |  |
| 12.            | "Tree Critter"                                   | Todd Edwards                        | 2:54    |  |
| 13.            | "Three G's"                                      | Instrumental                        | 0:23    |  |
| 14.            | "The Real G"                                     | Cory Edwards                        | 2:44    |  |
| 15.            | "Blow Your House Down" (Instrumental Version)    | Pupil                               | 1:02    |  |
| 16.            | "Hoodwinked Theme" (Granny Techno Mix) (Banzai!) | Instrumental                        | 0:55    |  |
| 17.            | "Eva Deanna"                                     | Todd Edwards                        | 1:24    |  |
| 18.            | "Chopping for Actors"                            | Instrumental                        | 0:26    |  |
| 19.            | "Glow"                                           | Todd Edwards                        | 1:17    |  |
| 20.            | "Nicky Knows"                                    | Instrumental                        | 3:19    |  |
| 21.            | "Top of the Woods"                               | Andy Dick                           | 2:41    |  |
| 22.            | "Delivery Girl"                                  | Instrumental                        | 0:19    |  |
| 23.            | "Lair Rescue"                                    | Instrumental                        | 0:32    |  |
| 24.            | "Cable Car Rescue/End of the Line"               | Instrumental                        | 1:36    |  |
| 25.            | "Bounce"                                         | Todd Collins                        | 3:51    |  |
| 26.            | "Bossa for Boingo"                               | Instrumental                        | 1:20    |  |
| 27.            | "Hoodwinked Theme" (Surfer Version)              | Instrumental                        | 0:21    |  |
| Duração total: | Duração total:                                   | Duração total:                      | 48:35   |  |

## Lançamento
Hoodwinked! recebeu um lançamento limitado de uma semana em Los Angeles em 16 de dezembro de 2005 para se qualificar para indicações ao Óscar. Um lançamento nacional nos Estados Unidos foi agendado para o dia de Natal de 2005, mas posteriormente foi adiado para 13 de janeiro de 2006 para evitar a competição com outros filmes lançados durante a temporada de festas.

### Mídia doméstica
Hoodwinked! foi lançado em DVD em 2 de maio de 2006 e em Blu-ray e DVD em 15 de fevereiro de 2011. O filme foi o DVD mais vendido em sua semana inicial de lançamento, vendendo mais de 700.000 cópias e faturando mais de US$ 13,5 milhões. Um podcast de vídeo de 22 minutos nos bastidores está disponível gratuitamente no iTunes.

## Recepção

### Bilheteria
Em seu primeiro fim de semana de quatro dias, Hoodwinked! arrecadou US$ 16.879.402 em 2.394 cinemas nos Estados Unidos, ocupando o segundo lugar  nas bilheterias e com uma média de US$ 7.050 dólares por cinema. O filme manteve seu segundo lugar nas bilheterias no segundo final de semana, caindo 16,1%, e ficou entre os dez primeiros por um total de cinco semanas. No final de sua exibição teatral, arrecadou um total de US$ 110.013.167 em todo o mundo (US$ 51.386.611 nos Estados Unidos e US$ 58.626.556 em outros países).

### Resposta da crítica
Hoodwinked! recebeu críticas mistas dos críticos. No Rotten Tomatoes, o filme tem uma classificação de 47%, com base em 124 críticas; o consenso do site diz: "Este conto de fadas fraturado não tem inteligência ou qualidade de animação para competir com os gostos da franquia Shrek". No Metacritic, recebeu uma pontuação de 45/100, com base em 29 críticas, indicando "revisões mistas ou médias".
James Berardinelli, da ReelViews, deu ao filme duas estrelas e meia em quatro e afirmou que muitas das ideias do filme para alterar seu enredo familiar "soam melhor no papel do que na execução"; achando entediante ver a história do filme contada várias vezes, ele escreveu que o filme "entra no tédio". Bruce Westbrook, do jornal Houston Chronicle, também deu ao filme duas estrelas e meia e, embora tenha elogiado seu "diálogo rápido e novas caracterizações", ele considerou a trama do filme subdesenvolvida e os personagens sem motivação. Peter Rainer, em resenha para The Christian Science Monitor, deu ao filme um C+ e o chamou de "uma escapada moderadamente agradável que não é suficientemente inteligente para adultos e nem imaginativa o suficiente para crianças"; o crítico não se mostrou muito averso ao filme, mas sentiu que era uma decepção em comparação com os altos padrões de filmes de animação por computador estabelecidos pela Pixar. Jami Bernard, do New York Daily News, sugeriu que a atemporalidade é um componente necessário de um clássico animado e criticou o filme por sua tentativa de ser atual. Enquanto Ty Burr, do The Boston Globe, elogiava as performances vocais do filme, ele escreveu: "Hoodwinked! nunca chega a um nível de mania cômica sustentada... Dói pensar no que os grandes diretores de Looney Tunes poderiam ter feito com esse material".
Vários outros críticos, no entanto, estavam mais entusiasmados com o filme. Owen Gleiberman, da revista Entertainment Weekly, deu uma nota A- para o filme e elogiou a sanidade de seu humor. Chamando os cineastas de heróis, ele os comparou a Quentin Tarantino e Steven Soderbergh devido ao seu potencial de destacar o cinema independente em animação. Embora Nancy Churnin, do jornal The Dallas Morning News, tenha considerado o filme inferior aos da Pixar e da DreamWorks, ela ainda deu uma nota B e escreveu: "ele [Hoodwinked!] tem um charme inicial, uma premissa inteligente, personagens atraentes dublados por um elenco fantástico e um script que consegue fazer você rir em voz alta mais de uma vez". Em sua crítica ao Chicago Tribune, Michael Wilmington elogiou o elenco, a música e o roteiro do filme, e escreveu: "o filme traz mais inteligência verbal e surpresa do que o desenho habitual". Kevin Thomas, do Los Angeles Times, deu ao filme três estrelas e meia de cinco, chamando-o de "entretenimento imaginativo de alta energia".
Japeth foi recebido entre críticas positivas e negativas. Gleiberman e Churnin acharam que o personagem era uma das melhores coisas do filme, e Westbrook e Wilmington o descreveram como "uma piada". Em uma crítica positiva para o Orlando Sentinel, Roger Moore chamou o personagem de hilário, enquanto em uma crítica negativa para a revista Variety, Justin Chang escreveu que o personagem "rouba a atenção em cada minuto que aparece em cena".
Uma das principais críticas do filme foi a baixa qualidade de sua animação. Berardinelli chamou-o de uma das piores animações em CGI que ele tinha visto. Ele sentiu que os personagens pareciam plásticos, considerou os cenários embotados e escreveu: "Em mais de uma ocasião, pensei que estava assistindo algo feito para a TV. Quando comparado aos padrões visuais atuais de filmes de animação, Hoodwinked! está muito abaixo das expectativas". Burr considerou as superfícies do filme mal renderizadas e as comparou como se fossem "Teletubbies feitos com couros da marca Naugahyde". Westbrook achou que a animação funcionou bem para os personagens animais, mas escreveu: "os humanos têm um brilho vítreo e uma dureza quebradiça, muito parecido com o trabalho feito nos primeiros tempos do CGI [...]". Stephen Hunter, crítico do The Washington Post, comparou os personagens com brinquedos de borracha e escreveu: "seus rostos não têm nuances ou vivacidade... Em movimento, especialmente, eles carecem de graça e convicção. Parece que os avanços recentes da animação em computador contornou os pobres colegas de Edwards, pois o filme parece estar preso em algum lugar na década de 1970, ou talvez até antes".
Muitas críticas compararam negativamente o filme à franquia Shrek. Westbrook escreveu que: "Fazer eco de um predecessor tão popular como Shrek não é uma coisa boa [...]". Berardinelli achou que as referências a contos de fadas não eram tão espertas quanto no primeiro filme de Shrek, enquanto Bernard achava que Hoodwinked! levou o revisionismo de contos de fadas longe demais; ele sentiu que o humor em Shrek deu certo pois os personagens de contos de fadas mantiveram suas características originais (ao contrário de Hoodwinked!, segundo ele). Bill Muller, do jornal The Arizona Republic, considerou as habilidades de kung fu de Chapeuzinho muito semelhantes à "agilidade de luta" da Princesa Fiona e muito próximas do filme Matrix. Gleiberman também observou as semelhanças entre o filme e Shrek, mas foi positivo na comparação, sentindo que sua produção independente deu aos cineastas "a liberdade de seguir seus caprichos mais sarcásticos"; ele ainda considerou o filme tão impressionante ou sedutor quanto Shrek.
Retrospectivamente, vários críticos observaram que o filme era consideravelmente melhor do que o filme de paródia de contos de fadas animado por computador de 2007 Happily N'Ever After. Embora Burr tivesse dado a Hoodwinked! uma crítica negativa, ele comparou o filme a Citizen Kane em comparação com Happily N'Ever After. Wilmington também considerou Hoodwinked! melhor que Happily... e Lou Lumenick, do New York Post, considerou que o filme era muito mais inteligente do que este último.
Em 2018, Richard Brody, da revista The New Yorker, chamou Hoodwinked! um dos melhores filmes independentes para famílias. Reconhecendo a grosseria da animação, ele elogiou a escrita como "ousada e engraçada" e escreveu que a direção "mostra um talento cômico admirável"; Brody considerou as personalidades dos personagens distintas das de outras comédias de animação; ele também elogiou as performances vocais por ter uma "energia impetuosa e que não parece condescendente". O filme também foi elogiado por Tony Bancroft, que co-dirigiu Mulan.
Hoodwinked! recebeu uma indicação ao Prêmio Saturno na categoria de Melhor Filme de Animação, mas perdeu para A Noiva Cadáver.

## Análise
Em fevereiro de 2006, o autor Timothy Sexton escreveu um artigo para o Yahoo! Voices intitulado "Hoodwinked: A Postmodern Examination of the Dangers of Runaway Capitalism", no qual ele postulou que Hoodwinked! foi um dos primeiros filmes de animação pós-modernos e que também carregava tons políticos; ele argumentou que a natureza relativa da verdade era demonstrada por desvios do conto de fadas original, enquanto o filme explorava a história de cada um dos pontos de vista dos personagens centrais. Chamando Hoodwinked! de "o filme mais subversivo lançado em todo o país desde Fahrenheit 9/11", Sexton interpretou o filme como uma crítica ao sistema de livre empresa. Ele fez comparações entre o vilão do filme e o típico empresário americano, chegando ao ponto de dizer que o personagem era "claramente baseado em pessoas como Bill Gates e Sam Walton". Na visão de Sexton, o filme expôs as falhas do capitalismo, mostrando que, se deixados sem regulamentação, os empresários estabelecerão monopólios e eliminarão a concorrência.
O diretor e co-roteirista do filme, Cory Edwards, ficou surpreso com a interpretação de Sexton e negou que o filme tivesse intencionalmente qualquer mensagem política. Ele explicou que ele e os outros cineastas estavam simplesmente usando os esquemas malignos comuns dos filmes de James Bond, dos desenhos animados de Bugs Bunny e da série The A-Team.

## Sequência
Uma sequência, Hoodwinked Too! Hood vs. Evil, foi lançada em 29 de abril de 2011. Foi anunciado pela primeira vez em janeiro de 2006 e em fevereiro, Cory Edwards, Todd Edwards e Tony Leech explicaram que, embora estivessem escrevendo o roteiro, não retornariam para dirigir. Mais tarde, Cory Edwards elaborou essa decisão, explicando que ele teve uma experiência negativa ao trabalhar com alguns dos "atores principais" do primeiro filme e sentiu que foi mal tratado por eles. Ele também citou preocupações sobre estar confinado à animação e afirmou que achava que seria um movimento lateral direcionar uma sequência para seu primeiro filme como seu segundo filme. Em março de 2007, Edwards anunciou que Mike Disa foi contratado para dirigir a sequência e expressou entusiasmo por seu envolvimento, dizendo que ele "tem uma verdadeira paixão pelo filme e uma devoção à manutenção do mundo de Hoodwinked!. Ele quer fazer justiça à sequência e realmente entende o que estamos tentando". Embora grande parte do elenco do primeiro filme tenha retornado para a sequência, Anne Hathaway foi substituída por Hayden Panettiere no papel de Chapeuzinho e Jim Belushi foi substituído por Martin Short no papel do lenhador.
A Kanbar Entertainment inicialmente pretendia financiar a produção da sequência de forma independente, como havia feito no primeiro filme, mas assinou um acordo de co-financiamento proposto pela The Weinstein Company. O filme foi inicialmente programado para ser lançado em 15 de janeiro de 2010, mas em dezembro de 2009, a The Weinstein Company adiou a data de lançamento do filme por tempo indeterminado. Em abril de 2010, a Kanbar Entertainment abriu um processo contra a The Weinstein Company. Além de alegar que o adiamento da data de lançamento do filme violou um acordo entre as duas empresas, o processo acusou a Weinstein Company de não contribuir para as contas mensais de produção após fevereiro de 2009, deixando de consultar a Kanbar Entertainment sobre uma estratégia de lançamento, e não respondendo às mudanças propostas no filme, mesmo que a Kanbar Entertainment tenha "autoridade final sobre as decisões de produção".
Hoodwinked Too! acabou se tornando um fracasso financeiro, faturando US$ 16,9 milhões em todo o mundo, apenas cerca de metade do seu orçamento. A recepção crítica ao filme foi quase universalmente negativa, com uma pontuação no Rotten Tomatoes de 11%, baseada em 61 críticas e uma pontuação de 20/100 no Metacritic. Cory Edwards expressou seu desapontamento com o filme final, indicando que ele foi fortemente alterado do roteiro original e dizendo que estava "desanimando por abrir mão da direção para ver esse resultado e testemunhar outras pessoas fazerem coisas em meu projeto que eu não faria".